# Barbacoll de capell rogenc
El barbacoll de capell rogenc (Nonnula ruficapilla) és una espècie d'ocell de la família dels bucònids (Bucconidae) que habita la selva humida de l'est del Perú, nord i est de Bolívia i oest del Brasil.